# ريتشارد كينيون
ريتشارد كينيون (بالإنجليزية: Richard Kenyon)‏ هو رياضياتي أمريكي، ولد في 1964.